# Waldhof-Standorfsberg bei Grüsselbach
Das Naturschutzgebiet Waldhof-Standorfsberg bei Grüsselbach liegt auf dem Gebiet der Gemeinde Rasdorf im Landkreis Fulda in Hessen.
Das etwa 245 ha große Gebiet, das im Jahr 1988 unter der Kennung 1631019 unter Naturschutz gestellt wurde, erstreckt sich nordöstlich des Kernortes Rasdorf und östlich des Rasdorfer Ortsteils Grüsselbach entlang der östlich verlaufenden Landesgrenze zu Thüringen. Südwestlich des Gebietes, hindurch und nordöstlich davon verläuft die B 84. Östlich direkt anschließend – auf thüringischem Gebiet im Wartburgkreis  – erstreckt sich das rund 263 ha große Naturschutzgebiet Rasdorferberg.